# العلاقات التوفالية العمانية
العلاقات التوفالية العمانية هي العلاقات الثنائية التي تجمع بين توفالو وسلطنة عمان.

## مقارنة بين البلدين
هذه مقارنة عامة ومرجعية للدولتين:
| وجه المقارنة                                              | توفالو                         | سلطنة عمان    |
| --------------------------------------------------------- | ------------------------------ | ------------- |
| المساحة (كم2)                                             | 26                             | 309.50 ألف    |
| عدد السكان (نسمة)                                         | 11.19 ألف                      | 4.64 مليون    |
| الكثافة السكانية (ن./كم²)                                 | 43.04 ألف                      | 14.99         |
| العاصمة                                                   | فونافوتي                       | مسقط          |
| اللغة الرسمية                                             | اللغة التوفالوية، لغة إنجليزية | اللغة العربية |
| العملة                                                    | دولار توفالو                   | ريال عماني    |
| الناتج المحلي الإجمالي (بليون دولار)                      | 39.73 مليون                    | 72.64 مليار   |
| الناتج المحلي الإجمالي (تعادل القوة الشرائية) بليون دولار | 38.93 مليون                    | 179.49 مليار  |
| الناتج المحلي الإجمالي الاسمي للفرد دولار أمريكي          | 3.29 ألف                       | 15.55 ألف     |
| الناتج المحلي الإجمالي للفرد دولار أمريكي                 | 3.77 ألف                       | 38.63 ألف     |
| مؤشر التنمية البشرية                                      |                                | 0.793         |
| رمز المكالمات الدولي                                      | +688                           | +968          |
| رمز الإنترنت                                              | .tv                            | عمان          |
| المنطقة الزمنية                                           | ت ع م+12:00                    | ت ع م+04:00   |

## منظمات دولية مشتركة
يشترك البلدان في عضوية مجموعة من المنظمات الدولية، منها:
| علم المنظمة | اسم المنظمة                   | تاريخ انضمام توفالو | تاريخ انضمام سلطنة عمان |
| ----------- | ----------------------------- | ------------------- | ----------------------- |
|             | الأمم المتحدة                 | 5 سبتمبر 2000       | 7 أكتوبر 1971           |
|             | منظمة حظر الأسلحة الكيميائية  | ?                   | ?                       |
|             | يونسكو                        | 21 أكتوبر 1991      | 10 فبراير 1972          |
|             | مؤسسة التنمية الدولية         | 24 يونيو 2010       | 1973                    |
|             | البنك الدولي للإنشاء والتعمير | 24 يونيو 2010       | 1971                    |
|             | الاتحاد البريدي العالمي       | ?                   | ?                       |
|             | الاتحاد الدولي للاتصالات      | 15 أغسطس 1996       | 28 أبريل 1972           |

## وصلات خارجية
- موقع وزارة الخارجية العمانية